# Четвёртый перископ
«Четвёртый перископ» — советский художественный фильм, снятый режиссёром Виктором Эйсымонтом в 1939 году на киностудии «Ленфильм».
Премьера фильма состоялась 25 декабря 1939 года.

## Сюжет
Действие фильма происходит в предвоенные годы.[уточнить] В ходе военно-морских учений три подводные лодки условного противника должны «атаковать» советский линкор. В разгаре «боя» неожиданно появляется четвёртый перископ, свидетельствующий о появлении неизвестной четвертой подлодки. Линкору угрожает реальная опасность, если неизвестная подводная лодка окажется вражеской. Однако четвертый перископ может принадлежать и сбившейся с курса советской лодке «Спрут», которая не должна находиться в этом месте. Эсминец «Отважный» посылает позывные, но ответа не получает.

## В ролях
- Борис Блинов — Владимир Крайнев, командир эскадренного миноносца «Отважный»
- Владимир Честноков — Григорий Крайнев, командир подводной лодки «Спрут», брат Владимира Крайнева
- Мария Домашёва — мать братьев Крайневых
- Константин Нассонов — Зотов, комиссар эскадренного миноносца «Отважный»
- Валентин Архипенко — Струнко, комиссар подводной лодки «Спрут»
- Владимир Лукин — Лёша Демичев, сигнальщик
- Сергей Морщихин — командующий, флагман-адмирал
- Павел Волков — член Военного Совета, бригадный комиссар
- Лев Шостак — Шнеерсон, старпом миноносца «Отважный», лейтенант
- Георгий Кранерт — Куронт, владелец яхты «Хильда»
- Александр Нежданов — капитан «Хильды»
- Иван Дмитриев — командир ЭПРОНовцев

## Съёмочная группа
- Сценарий — Георгий Венецианов, Г. Блауштейн
- Постановка режиссёра — Виктор Эйсымонт
- Ассистент режиссёра — Михаил Розенберг
- Главный оператор — Владимир Рапопорт
- Художники — Абрам Векслер, Иван Знойнов
- Композиторы — Борис Гольц, Венедикт Пушков

В съёмках фильма принимала участие советская подлодка Балтийского флота Щ-323, позднее первая потопившая эстонское судно в ходе Советско-финской войны. В кинофильме она изображала подводную лодку «Спрут». Погибла 1 мая 1943 года в Морском канале после подрыва на донной неконтактной мине.